# Cmentarz rzymskokatolicki w Brwinowie
Cmentarz rzymskokatolicki w Brwinowie lub cmentarz parafii rzymskokatolickiej w Brwinowie czy cmentarz w Brwinowie – cmentarz rzymskokatolicki położony na terenie miasta Brwinów w powiecie pruszkowskim, w woj. mazowieckim. Cmentarz znajduje się przy ul. Powstańców Warszawy 17 w Brwinowie.

## Historia

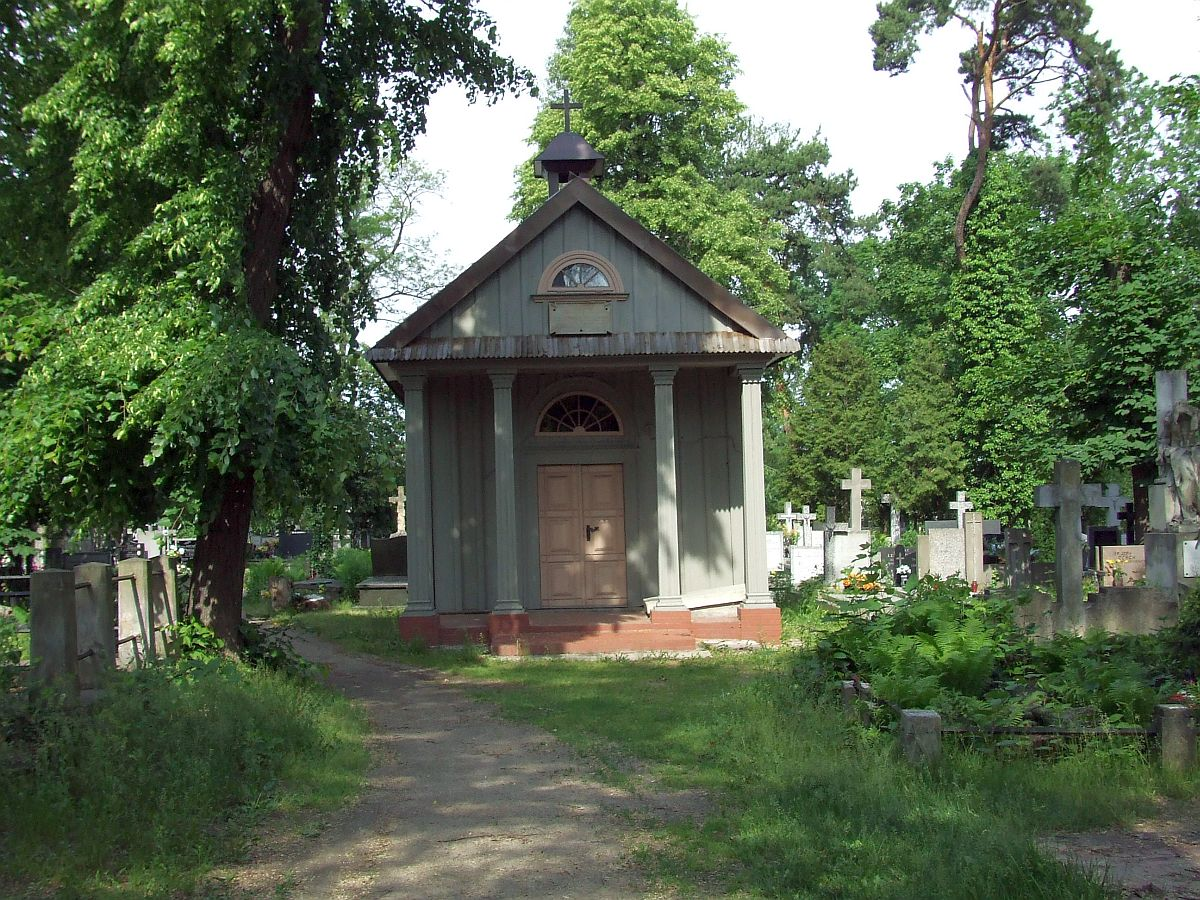
Kaplica rodziny Marylskich w trakcie prac renowacyjnych

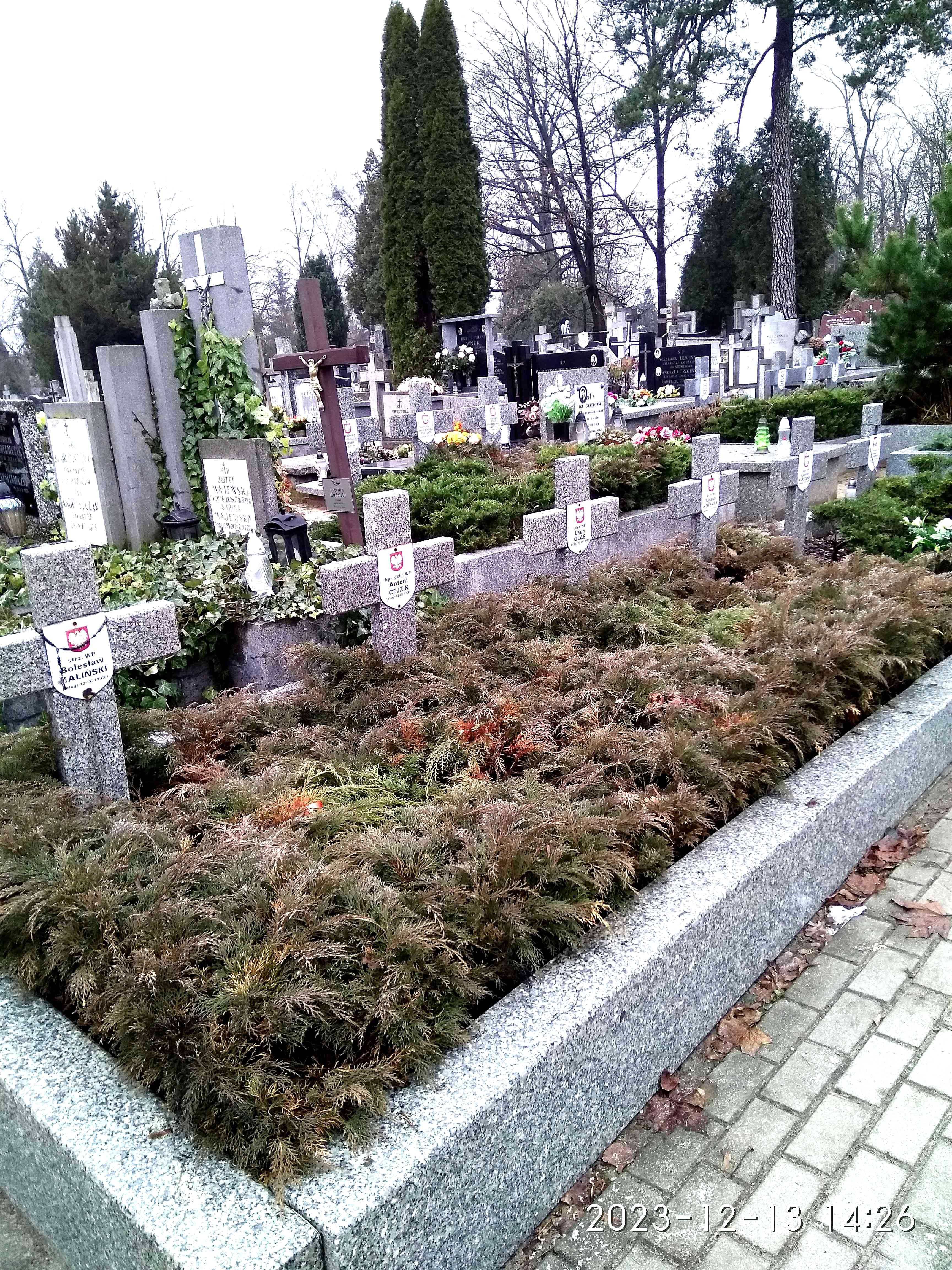
Kwatera żołnierzy Legii Akademickiej poległych w Bitwie pod Brwinowem w 1939 - fragment, zdjęcie z 14 grudnia 2023

Został założony jako cmentarz parafialny na początku XIX wieku prawdopodobnie w 1819 jako miejsce pochówku dla mieszkańców Brwinowa i jego okolic w pobliżu dawnego traktu pocztowego z Warszawy (wcześniej mieszkańców chowano na cmentarzu przy kościele). W 1988 cmentarz wraz z ogrodzeniem oraz zabytkową kaplicą grobową rodziny Marylskich został wpisany do Rejestru Zabytków Województwa Mazowieckiego.
Powierzchnia cmentarza to 4 hektary.
Na cmentarzu znajdują się również groby uczestników powstania listopadowego i styczniowego, uczestników polskiej wojny obronnej września 1939 oraz żołnierzy Armii Krajowej. Wśród pochowanych na cmentarzu jest także ks. Franciszek Kawiecki (1886–1964) – proboszcz parafii św. Floriana w Brwinowie w latach 1918–1958.

## Znane osoby pochowane na cmentarzu
- Zygmunt Bartkiewicz (1867–1944) – polski pisarz, dziennikarz i felietonista[7]
- Henryk Bazydło (1947–2021) – polski fotograf[8][9][10]
- Rudolf Bergman (1876–1946) – polski polityk, burmistrz Lidy, poseł na Sejm Litwy Środkowej[11]
- Romuald Broniarek (1931–2013) – polski fotograf
- Leszek Bugajski (1949–2024) – polski krytyk literacki, publicysta, wieloletni redaktor „Twórczości”
- Maria Dąbrowska (1943–2019) – polski archeolog, znawczyni kultury materialnej doby średniowiecza i czasów nowożytnych[12]
- Julian Faszczewski (1905–1989) – polski działacz społeczny, współzałożyciel Towarzystwa Przyjaciół Brwinowa[7]
- Anna Iwaszkiewicz (1897–1979) – polska pisarka i tłumaczka
- Jarosław Iwaszkiewicz (1894–1980) – polski prozaik, poeta, eseista, tłumacz i librecista, w latach 1952–1980 poseł na Sejm PRL[3]
- Maria Iwaszkiewicz (1924–2019) – polska pisarka, felietonistka i dziennikarka
- Józef Kossakowski (1917–1988) – polski ichtiolog
- Wacław Kowalski (1916–1990) – polski aktor[3]
- Adam Krupkowski (1917–2012) – polski działacz konspiracyjny w czasie II wojny światowej, Honorowy Obywatel Brwinowa[7]
- Stanisław Wilhelm Lilpop (1863–1930) – polski przemysłowiec i fotograf[3]
- Jarema Maciszewski (1930–2006) – polski historyk i działacz polityczny, poseł na Sejm PRL V, VI, VII, VIII i IX kadencji
- Kazimierz Michałowski (1901–1981) – polski archeolog, egiptolog i historyk sztuki[3]
- Franciszek Niepokólczycki (1900–1974) – polski pułkownik, prezes Zrzeszenia Wolność i Niezawisłość (1945–1946)[7]
- Marian Brunon Piasecki (1904–1980) – polski geodeta, współtwórca fotogrametrii lotniczej w Polsce
- Wacław Podlewski (1895–1977) – polski architekt, konserwator zabytków[13]
- Zuzanna Tomasik (1920–2006) – polska działaczka konspiracyjna w czasie II wojny światowej, Honorowy Obywatel Brwinowa[7]
- Stanisław Zymmer (1903–2005) – polski nauczyciel, Honorowy Obywatel Brwinowa[7]
- Antoni Żurowski (1903–1988) – polski pułkownik, podczas powstania warszawskiego komendant Obwodu VI – Praga[7]